# Israëlische directe premiersverkiezingen 1996
De directe verkiezingen van 1996 voor de premier van Israël werden op 29 mei 1996 gehouden, gelijktijdig met de verkiezingen voor de 14e Knesset. Zittend premier Shimon Peres nam het op tegen Benjamin Netanyahu. Tijdens de verkiezingscampagne had Peres steeds een voorsprong gehad van ongeveer vijf procent op Netanyahu. De eerste uitslagen wezen Peres als nipte overwinnaar aan maar naargelang er meer uitslagen binnenkwamen, werd zijn winst steeds kleiner totdat hij op het laatst met een zeer klein verlies de overwinning aan Netanyahu zag toevallen. Het was de eerste keer dat in Israël directe verkiezingen voor het premierschap werden gehouden.
Opmerkelijk was dat tegen de 145.000 stemmers (bijna 5%) blanco had gestemd (normaal is dit ongeveer 20.000 stemmers), wat geweten werd aan het niet willen of kunnen kiezen op een van beide kandidaten.
| Kandidaat          | partij        | stemmen   | %     |
| ------------------ | ------------- | --------- | ----- |
| Benjamin Netanyahu | Likoed        | 1.501.023 | 50,5% |
| Shimon Peres       | Arbeidspartij | 1.471.566 | 49,5% |
|                    |               | 2.972.589 |       |

## Externe link

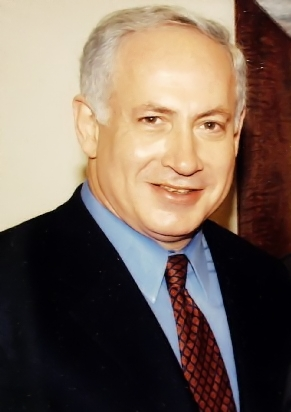
Winnaar Benjamin Netanyahu
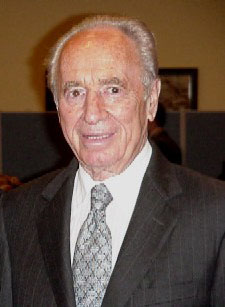
Verliezer Shimon Peres